# Paralepistemon
Paralepistemon är ett släkte av vindeväxter. Paralepistemon ingår i familjen vindeväxter.
Kladogram enligt Catalogue of Life:
| Paralepistemon | \| \| Paralepistemon curtoi \| \| \| \| \| \| Paralepistemon shirensis \| \| \| \| |
|                | \| \| Paralepistemon curtoi \| \| \| \| \| \| Paralepistemon shirensis \| \| \| \| |
|                | Paralepistemon curtoi                                                              |
|                |                                                                                    |
|                | Paralepistemon shirensis                                                           |
|                |                                                                                    |